# 阪急バス
阪急バス株式会社（はんきゅうバス、英称：Hankyu Bus Co.,Ltd.）は、大阪・京都・兵庫の2府1県で路線バスを展開している大手バス事業者。阪急阪神東宝グループの一員で、阪急阪神ホールディングスの連結子会社である。

## 概要
主に、阪急電鉄・能勢電鉄・北大阪急行電鉄・神戸電鉄の沿線を走る路線を設定している。京阪神の広い範囲に路線網を持ち、その総距離はスルッとKANSAI加盟社局の管轄エリア全体の2割に相当する（2005年時点）。スルッとKANSAI加盟社局全体での営業キロ・停留所数は、大阪シティバスに次いで2番目に多い。
登記上の本店および本社は、大阪府の北摂地区にある。戦前・戦中までには、十神乗合自動車（十三 - 加島）、阪北自動車（十三 - 池田）、桜井谷村営バス（豊中市桜井谷）を、戦後には北摂乗合自動車（池田 - 亀岡）といった、北摂地区周辺に存在したバス事業者を次々と吸収合併し、勢力を伸ばしていった。また、1970年代には大阪万博や千里ニュータウンの新規開発、北摂地区や川辺郡の新興住宅地開発によって路線網を拡大していった。
但し、阪神地区でも尼崎市、伊丹市、三田市に空白地区があるが、尼崎市は市営バスを引き継いだ阪神バス尼崎市内線が、伊丹市は市営バスが存在し、三田市は神姫バスのエリアのため該当地区での阪急バスの存在は薄く、特に三田市では、三田駅から西宮市山口町方面の路線のみであり本数が非常に少ないため三田市で阪急バスを見る頻度は限られている。
神戸地区においては、長年、阪急六甲駅から六甲山上へ向かう路線と三宮駅から有馬温泉に向かう路線の2路線を中心に運行してきたが、2003年に神鉄バス路線の大部分が加わり、神戸市北区南部もメインエリアになり、さらに2013年5月1日に神戸市バス有野営業所が閉所になり同営業所が担当していた路線のうち68と69系統を除く路線（68と69系統は神姫バスが運行）を引き継いだため有野地区も営業エリアになった。なお六甲駅や三宮駅のバス路線は2023年をもって廃止となった。
阪急京都本線沿線の路線は、元々京阪自動車（現在の京阪バス）の路線であったものを、1951年に譲り受けたものである。なお、茨木市や高槻市に空白地区があるが、これは、地元のバス会社が京阪自動車に戦時統合されずにそのまま残り、前者（茨木バス）は近畿日本鉄道へ吸収、後者（日の出バス）は市が市営バスとして事業を引き継いだことによる。過去には国道171号を介して大阪府と京都府を跨ぐ路線も運行していたが、現在は該当する路線が廃止されたため、京都府内のエリア（大阪府島本町を含む）は大阪府下からは孤立した飛地となっている。
全ての一般路線で、スルッとKANSAIのPiTaPaやJR西日本のICOCAなどの交通系ICカードが利用可能（高速バス路線やリムジンバス、深夜急行バス等は除く）。2016年4月1日からはSuicaほか全国相互利用IC乗車カードも利用可能となった。また、阪神バスとの間で共通利用できる『hanica』を導入している。この他、2012年9月30日（一部2013年4月30日）まではスルッとKANSAIの各種カードや、阪急阪神バス共通カードも利用できた（いずれも磁気式、2day・3dayチケットは提示で引き続き利用可能）。
高速バス路線は、1981年7月の大阪 - 新見線で新規参入。夜行・昼行を問わず、北は新潟、東は関東、西は四国方面まで幅広くカバーしてきたが、2022年7月1日より阪急観光バス（法人としては大阪空港交通が旧・阪急観光バスを合併し商号変更）に全路線が移管された。

この他、グループ会社を通じて自動車の販売やリース、およびレンタカーサービスの提供、売店の経営、貸ビルやモータープールの管理運営、高齢者等に向けた介護サービス、および居宅介護支援と、幅広い事業を展開している。

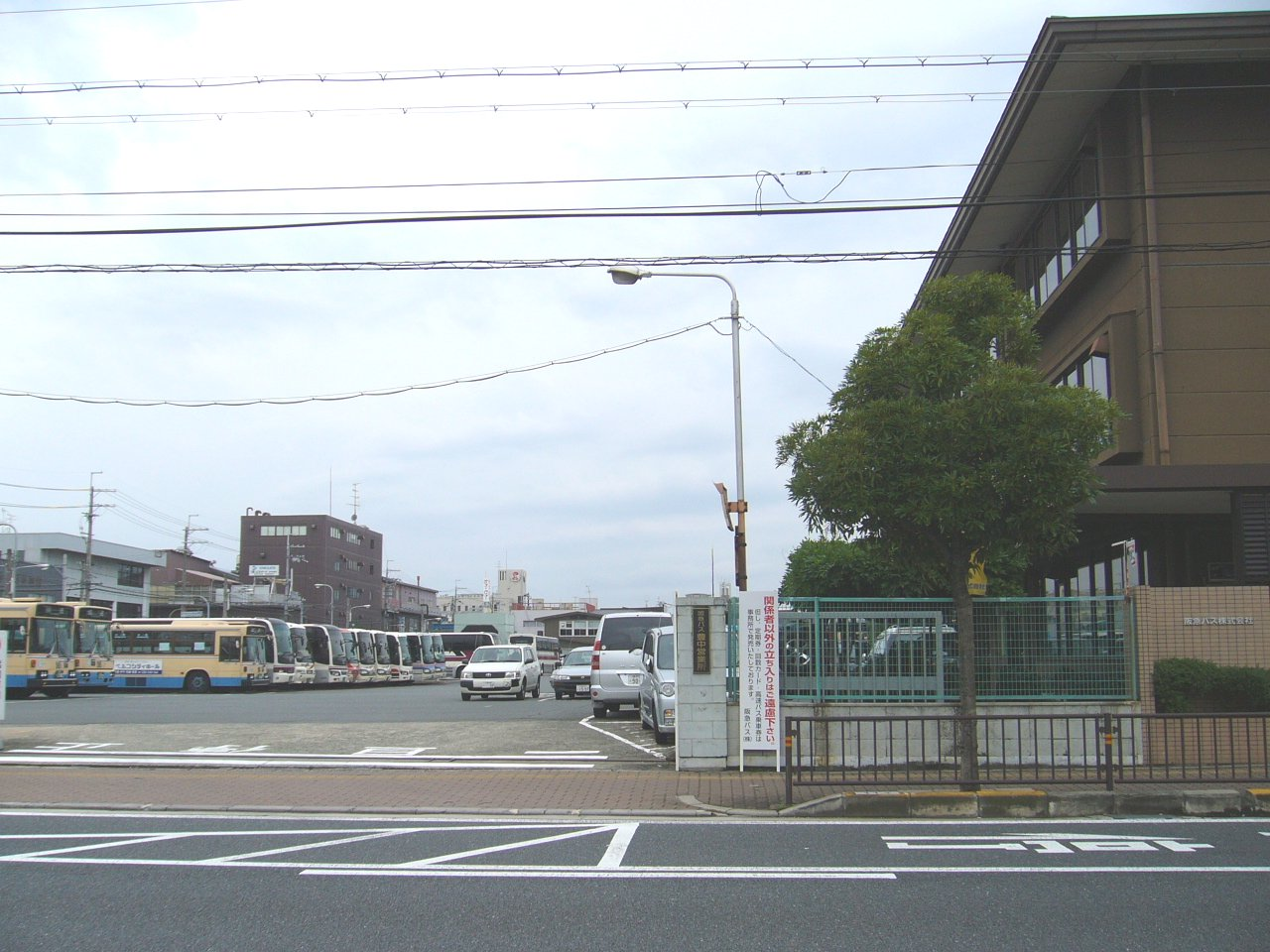
豊中市庄内西町にあった阪急バス旧本社（右、2021年移転）と豊中営業所（2020年閉鎖）

## 営業所一覧
各営業所は、自動車事業部営業推進課の組織内にある（ただし横大路支社と松原支社は自動車事業部直下の組織）
- 豊中営業所と豊能営業所の略号が重複していた[注 5]。
- 管轄する路線は、各記事および公式サイトの「営業所一覧」を参照のこと。
- 石橋・豊能・柱本・伊丹・山口・大山崎の各営業所は阪急田園バスに2019年6月まで管理委託をしていたが、同社の合併に伴い直営化した。他に能勢・伏尾台営業所も委託していたが、前者は直営化前に廃止となり、後者は直営化後の2022年に廃止された。

### 大阪府
| 営業所名   | 所在地                     | 最寄り停留所               | 代表的な担当路線               | 備考                                                                    | 略号 |
| ---------- | -------------------------- | -------------------------- | ------------------------------ | ----------------------------------------------------------------------- | ---- |
| 千里営業所 | 吹田市津雲台七丁目         | 千里営業所前、津雲台七丁目 | 豊中市内線・千里ニュータウン線 |                                                                         | 千   |
| 石橋営業所 | 池田市井口堂一丁目         | 井口堂、阪急石橋北口       | 池田市内線                     | 登記上の本店所在地                                                      | 石   |
| 茨木営業所 | 茨木市上郡二丁目           | 中河原南口、茨木営業所前   | 石橋線・小野原東線             | 阪急阪神エムテックの本社工場を併設 一時期、彩都出張所を傘下に有していた | 茨   |
| 豊能営業所 | 豊能郡豊能町希望ヶ丘五丁目 | 希望ヶ丘東                 | 北大阪ネオポリス線・箕面森町線 | 傘下に箕面森町出張所を持つ                                              | 豊   |
| 吹田営業所 | 吹田市穂波町               | 吹田営業所前               | 吹田市内線・吹田線             |                                                                         | 吹   |
| 柱本営業所 | 高槻市柱本一丁目           | 柱本営業所前               | 吹田摂津線・柱本線             |                                                                         | 柱   |

### 兵庫県
| 営業所名     | 所在地                             | 最寄り停留所           | 代表的な担当路線                   | 備考                                                  | 略号 |
| ------------ | ---------------------------------- | ---------------------- | ---------------------------------- | ----------------------------------------------------- | ---- |
| 猪名川営業所 | 川辺郡猪名川町白金一丁目           | 紫合、パークタウン中央 | 川西猪名川線・日生ニュータウン線   | 乗務員は両営業所に一括所属                            | 猪   |
| 清和台営業所 | 川西市清和台東一丁目               | 清和台営業所前         | 川西猪名川線・多田グリーンハイツ線 | 乗務員は両営業所に一括所属                            | 清   |
| 伊丹営業所   | 伊丹市南町三丁目                   | 伊丹営業所前           | 尼崎線・桃源台線                   | 1979年8月に尼崎営業所から移転                         | 伊   |
| 西宮営業所   | 西宮市深津町                       | 西宮営業所前           | 西宮市内線                         | 阪神バスとの共同運行路線あり 傘下に甲東園出張所を持つ | 西   |
| 芦屋浜営業所 | 芦屋市新浜町                       | 芦屋浜営業所前         | 芦屋市内線                         | 傘下に南芦屋浜出張所（芦屋市海洋町）を持つ            | 芦   |
| 宝塚営業所   | 宝塚市安倉北三丁目                 | 宝塚営業所前           | 宝塚市内線・宝塚すみれガ丘線       | 過去には傘下に西谷出張所を持っていた                  | 宝   |
| 山口営業所   | 西宮市山口町阪神流通センター一丁目 | 山口営業所前           | 有馬線・西宮名塩ニュータウン線     |                                                       | 山   |
| 唐櫃営業所   | 神戸市北区有野町唐櫃字山町         | 該当なし               | 鈴蘭台線・西鈴神戸線               | 2003年10月1日に神鉄バスより移管                       | 唐   |

### 京都府
| 営業所名     | 所在地                           | 最寄り停留所 | 代表的な担当路線   | 備考                                                                  | 略号 |
| ------------ | -------------------------------- | ------------ | ------------------ | --------------------------------------------------------------------- | ---- |
| 大山崎営業所 | 乙訓郡大山崎町字大山崎小字西高田 | 新山崎橋     | 長岡京線・大原野線 | 京都京阪バスとの共同運行路線あり 過去には傘下に向日出張所を持っていた | 大   |

### その他
以下の各支社は同業他社の営業所に入居し、一部（または全て）の路線の運行管理業務を受託している。この他、沿線各地の主要な駅などに案内所を設けている（事業所一覧 を参照のこと）。
| 営業所名   | 所在地                         | 備考                                                           |
| ---------- | ------------------------------ | -------------------------------------------------------------- |
| 松原支社   | 兵庫県神戸市兵庫区芦原通五丁目 | 神戸市バスの運行管理業務を受託                                 |
| 魚崎支社   | 兵庫県神戸市東灘区魚崎浜町32   | 神戸市バスの運行管理業務を受託                                 |
| 横大路支社 | 京都府京都市伏見区横大路橋本   | 京都市営バス横大路営業所の運行管理業務を受託（一部路線を除く） |

### 廃止
| 営業所名     | 所在地                           | 最寄り停留所     | 備考 | 略号 |
| ------------ | -------------------------------- | ---------------- | --- | ---- |
| 伏尾台営業所 | 大阪府池田市伏尾台五丁目         | 伏尾台四丁目     | 2022年12月16日閉鎖 伏尾台系統は豊能営業所に移管                                                                                     | 伏   |
| 大阪営業所   | 大阪市淀川区十三本町3丁目9番40号 | 淀川警察署前     | 2020年12月9日までは豊中営業所。2022年6月30日に阪急バス営業所としては閉鎖 一般路線は吹田営業所に移管                                 | 阪   |
| 能勢営業所   | 大阪府豊能郡能勢町大里           | 大里住宅前、赤馬 | 2012年12月9日閉鎖 担当していた路線は、豊能・猪名川の各営業所に移管                                                                  | 能   |
| 洛西支社     | 京都府京都市西京区大枝東新林町   | 小畑川公園北口   | 京都市営バス洛西営業所の運行管理業務の受託をしていた（一部路線）。 横大路支社の傘下。2021年時点では近鉄バスが同営業所の全路線を受託 | -    |

## 沿革
- 1927年7月24日： 摂津遊覧自動車株式会社として設立。中村喜一郎のタクシー事業を承継した、西宮土地株式会社から事業継承。阪神香枦園 - 苦楽園間での運輸営業など。本店は兵庫県西宮市宮西町5549番地7
- 1928年8月28日： 摂津自動車株式会社に商号変更
- 1929年
  - 7月25日： 阪神合同バス株式会社に商号変更
  - 9月6日： 阪神急行電鉄株式会社の資本参加[注 18]
- 1932年1月18日： 阪北自動車株式会社が十神乗合自動車株式会社（上田与三郎から事業継承）を吸収合併
- 1934年10月2日： 桜井谷村営バスを吸収合併
- 1936年2月29日： 主たる事業所を大阪市北区角田町、阪神急行電鉄内に移転
- 1939年
  - 3月25日： 株式会社六麓荘の乗合営業譲受認可
  - 9月1日： 宝塚有馬自動車株式会社（元・宝塚自動車商会。途中、宝磨自動車・尼崎バスを2社合併）を吸収合併
- 1940年11月22日： 住吉鋼索鉄道株式会社を吸収合併
- 1941年7月1日： 六甲山乗合自動車株式会社を吸収合併
- 1946年
  - 6月1日： 労働組合結成
  - 6月20日： 阪急バス株式会社に商号変更
  - 10月24日： 北摂乗合自動車株式会社（直系は元・北摂自動車。途中、旭合名会社・池田能勢妙見自動車を合併）を吸収合併
- 1948年2月1日： 大阪市内第一次乗り入れ（十三 - 梅田間）
- 1949年11月11日： 本店移転登記（大阪府池田市井口堂町385番地）
- 1950年7月31日： 京阪自動車株式会社のバス路線、施設（淀川右岸線）を譲受する契約を調印する。実施は、1951年6月1日付[2]。
- 1951年7月20日： 阪急タクシー株式会社を設立（タクシー部門を分離）。
- 1953年
  - 8月1日： 大阪市内第二次乗り入れ（本町バスセンター）、京都市内乗り入れ（河原町御池）。阪北線・京都線で日本初の深夜バスの運行を開始。
  - 12月17日： 日の出バスの乗合および貸切営業譲受認可
- 1954年2月3日： 承継した日の出バスのバス事業を高槻市へ営業譲渡認可（現在の高槻市交通部）
- 1955年4月1日： 業務用無線局免許
- 1959年7月10日： 尼崎線で担当者制から車両フリー制に変更実施、当社初
- 1960年11月29日： 西谷自動車（1997年4月1日に阪急田園バスへ社名変更）の発行済み株式の97.90%を取得
- 1962年
  - 4月1日： 関西観光自動車を吸収合併
  - 9月30日： 初のワンマンバス運行開始（阪急芦屋川 - 岩園団地前間）。1978年6月に全車両ワンマン化
- 1963年
  - 6月25日： 大阪空港交通株式会社を設立
  - 11月1日： 健康保険組合を設立
- 1964年12月1日： 第一次流動調査全線実施
- 1966年3月1日： 芦屋営業所にて、当社初の整理券方式を導入
- 1970年3月15日： 万博ピストンバスを近畿日本鉄道、京阪バスとの3社で共同運行（9月13日まで）
- 1972年6月27日： 能勢町で日本初のデマンドバスを運行開始。富士通株式会社といすゞ自動車株式会社との共同開発。（1997年10月10日路線化）
- 1975年5月10日： 箕面市で阪急ミディバスを運行開始。コール・モービル・システムを日本初に採用したデマンドバスとなる。東京芝浦電気株式会社と三菱自動車株式会社との共同開発。（1985年7月3日路線化）
- 1977年9月9日： 芦有開発の乗合事業譲受（阪神芦屋駅前 - 有馬温泉駅前間、9月21日より営業開始）
- 1978年5月22日： 当社初、自動販売機による普通乗車券販売（有馬出張所内）
- 1981年
  - 3月31日： バス接近表示システム運用開始（空港線・蛍池 - 大阪国際空港間、1997年4月1日廃止）
  - 7月20日： 当社初の高速バス路線（大阪 - 新見線）運行開始
- 1983年
  - 3月8日： 大阪 - 北九州・福岡線『ムーンライト号』運行開始。運行距離は、当時日本最長の646km。
  - 3月17日： 新型アルミ製標柱を順次導入開始
- 1987年5月1日： 阪急観光バス株式会社を設立（貸切部門を分離）
- 1988年7月1日： 全車両の冷房化が完了
- 1990年12月1日： 深夜急行バス『阪急スターライナー』の営業を開始（梅田「新阪急ホテル前」 - 清和台 - 日生中央 - 伏見池公園前、40.3km）
- 1994年2月1日： 空港線、阪北線にて車内営業放送開始
- 1995年
  - 1月17日： 阪神・淡路大震災発生。臨時ダイヤによる運行を開始、阪急神戸本線・宝塚本線・今津線・伊丹線などの振替輸送を実施（同年6月11日まで）
  - 6月15日： 経営理念確立「ひとまち結ぶ阪急バス がんばりバス」
  - 10月2日
    - 株式会社阪急エムテックを設立（整備部門を分離）
    - 経営理念・経営方針制定「ひとまち結ぶ阪急バス がんばりバス」1.私たちは進取の精神でお客様のニーズに沿ったサービスの向上に努めます。2.私たちは個人を尊重し、心暖まる、明るい社風づくりに努めます。本社業務組織変更・人事諸制度改正
- 1996年
  - 5月2日： 豊能町公共施設巡回バス運行開始
  - 12月24日： カラー車体広告バス（ラッピングバス）運行開始
- 1997年9月1日： スルッとKANSAIの各種カードを導入（加島線を筆頭に順次拡大）
- 1997年10月10日： 能勢営業所において、子会社の阪急田園バスへ運行管理業務を委託（以降、複数の営業所でも導入）
- 1998年
  - 11月22日： 高速バス鹿児島線旅客死傷事故（小月事故）発生
  - 12月25日： 宝塚市内線において、当社初のノンステップバスを1両導入
- 1999年
  - 4月12日： 大阪大学貸切輸送開始（吹田 - 豊中各学舎間）
  - 4月14日： 環境理念制定 「ひととまちに優しい 阪急バス」
- 2000年
  - 3月25日： 京都市営バス横大路営業所の一部路線の運行管理を受託。公営事業者が民営事業者に委託することは全国初）
  - 12月8日： 年末特別ダイヤ「はなきんバス」運行開始
- 2001年
  - 4月1日
    - 経営方針改定・年度方針の改訂 経営方針「心優しい運転の追求」、年度方針「Smile（笑顔）・Safety（安全）・Thank（謝意）」
    - 自動車事業部の制服変更
    - 清和台営業所前 - 川西バスターミナル間で公共車両優先システム（PTPS）導入、回数カード販売開始・環境定期券制度導入
    - ハンズフリーマイクを順次導入

  - 4月9日： 携帯電話向けの時刻表検索サービスを開始
  - 9月15日： 高齢者用フリー定期券「はんきゅうグランドパス65」販売開始
- 2002年5月27日： GPSを利用したバスロケーションシステムを導入（箕面中央線、阪大病院線の一部）。同システムを利用した「阪急バスフラッシュボード」の設置（阪大医学部病院前停留所）。
- 2003年
  - 4月1日： 「阪急スクールパス」の通用開始（通学学期定期券の大幅値下げ）
  - 4月21日： バス接近情報のインターネット・携帯電話配信システム導入（仁川循環線・売布循環線で運用）
  - 10月1日： 唐櫃営業所開設、神鉄バスの路線の大半を譲受
- 2005年
  - 2月1日： 光ビーコン式バスロケーションシステム導入及び車両運行管理システム（MOCS）からの情報提供車両の運行開始（川西猪名川線）
  - 4月1日： 神戸市バス松原営業所の全路線の運行管理を受託
  - 9月1日： 豊中営業所でグリーン経営認証を取得
- 2006年2月1日： PiTaPaを導入（清和台・猪名川営業所管内、以降順次導入）
- 2007年
  - 4月1日： 阪神電鉄バス、阪神バスとの共通回数カード『阪急・阪神バス共通カード』販売開始
  - 10月1日： 広告付きバス停留所上屋の供用開始（阪急夙川停留所、以降西宮市内の一部停留所に順次設置）
- 2008年12月16日： 豊中病院線において、バイオディーゼル燃料を活用したハイブリッドバスを1両導入
- 2010年
  - 9月4日： 阪神バスとの定期券相互利用割引運賃の適用開始（土・休日のみ、2011年4月1日より平日にも拡大）
  - 11月14日： 第1回阪急バスグループお客様感謝Dayを開催（会場は阪急阪神エムテック工場）
- 2012年4月1日： 阪神バスとの共通ICカード乗車券『hanica』（ハニカ）を導入
- 2016年4月1日：Suicaなど交通系ICカード全国相互利用サービスに対応。
- 2019年7月1日：完全子会社である阪急田園バスを吸収合併[6]。宝塚営業所の管轄になる
- 2020年
  - 7月19日：この日をもって豊中営業所傘下の加島出張所を閉鎖（加島線の廃止に伴う）[7]
  - 12月10日：都市計画道路建設に伴い豊中営業所を移転し、大阪営業所を開設[8]
- 2021年
  - 3月：豊中営業所に併設していた本社（大阪府豊中市庄内西町五丁目1番24号）を豊中市岡上の町一丁目1番16号[注 19]に移転[8]
  - 3月31日：この日をもって阪急田園バスから継承した西谷出張所を閉鎖。宝塚営業所に統合[9]
- 2022年
  - 4月1日：神戸市交通局から神戸市バス魚崎営業所の全路線の運行管理を受託開始
  - 7月1日：運行する高速線全線を阪急観光バス（同日をもって大阪空港交通と合併）に移管し、高速線から撤退[4]。大阪営業所を阪急観光バスに移管。

## 路線バスの営業区域
大阪府
大阪市（北区、淀川区、東淀川区）、豊中市、池田市、箕面市、吹田市、茨木市、摂津市、高槻市、豊能郡豊能町、豊能郡能勢町、三島郡島本町
兵庫県
神戸市（灘区、中央区、兵庫区、北区）、尼崎市、伊丹市、西宮市、芦屋市、宝塚市、川西市、川辺郡猪名川町
京都府
京都市（西京区、伏見区）、長岡京市、向日市、乙訓郡大山崎町
過去の営業区域
大阪府：大阪市鶴見区、守口市、門真市、大東市、東大阪市
兵庫県：篠山市（路線バス廃止時点の名称で現在は丹波篠山市）、三田市

## 高速バス
阪急バスでは、いわゆる高速バスに該当する路線を「高速線」と称していた。2022年7月1日をもって阪急観光バスに移管され阪急バス本体の事業ではなくなった。
公式サイトの「阪急高速バス」も参照のこと。

## 深夜急行バス（廃止）
阪急電鉄の終電後に発車し、一般路線のエリアへと直通する深夜急行バス『阪急スターライナー』を毎週金曜日と月～金曜日で祝日の前日、いずれも深夜に各路線1本運行していた。利用客低迷のため、2018年3月30日深夜（31日未明）発便を最後に全便廃止となった。以下の路線で運行されていた。
- 川西・猪名川線
  - 1990年12月1日より運行。担当は豊中営業所で、2004年に茨木営業所から移管された。運行ルートは、2002年11月5日の改正で一部変更されている[10]。
- 千里中央・粟生団地線
  - 2002年12月4日より運行。担当は西宮営業所。
- 茨木・高槻線
  - 2002年12月4日より運行。担当は茨木営業所。2017年4月1日から各曜日とも運行を休止していた。

### 備考
- 始発地は、いずれの路線も阪急梅田駅前の新阪急ホテルバスセンターであった。高速線が発着する阪急三番街高速バスターミナルとは異なった。
- 車両は高速バスのものが使用された。
- 定員制を採っており、満席に達した場合は乗車できなかった。
- ゴールデンウィーク・お盆休み・年末年始といった大型連休のシーズンは運休となっていた。
- 現在の路線とは別に、過去にも阪北線の国鉄川西池田方面（元は宝塚まで）や京都線（大阪・内本町 - 京都・河原町御池間）において、日本初の深夜バス路線を運行していたが、モータリゼーションの影響で廃止された。
- かつては各路線とも毎平日の深夜に1本の運行であったが、2017年4月1日より毎週金曜日と祝日の前日に当たる平日のみの運行と大幅に減便され、茨木・高槻線については前述のとおり運行が休止された[11]。大型連休期間の運休については変更されなかった。

## 運賃・乗車券
運賃・乗車券制度については運賃・乗車券・定期券（阪急バス）も参照。
以下、基本的に大人運賃（小児半額）とする。

### 一般路線の運賃
- 大阪府・兵庫県の市街地については、基本的に特殊区間制運賃となる。2024年10月の運賃改定以後、大阪府内は初乗り（1区）250円、兵庫県内は同240円、2区以上は1区増える毎に20円ずつ上がる[12]。市内線や距離の短い路線では240円または250円均一（1区）運賃となる場合もある[注 20]。
- 大阪市・伊丹市・尼崎市・神戸市では公営バスおよびそれを引き継いだ事業者[注 21]との間で協定を結び運賃を同調させている。同調区間ではそれぞれの市域内で均一運賃（神戸市は均一運賃区域[注 22]に限る）となっている[注 23]。
- 神戸市内では有野台・藤原台地区（北区）は運賃230円均一としているほか、神姫バスや神戸六甲鉄道（六甲山上バス）と運賃を同調させている区間がある[12]。
- 長岡京市の路線については230円均一（大人。小児120円）となる。2022年6月1日に京都地区の運賃改定時に自治体との協議で開始されたもので、同市と周辺市町へまたがる路線でも上限230円となるよう調整された[13]。
- 上記以外（大阪府・兵庫県の山間部や長岡京市を除く京都府内）では、170円〜190円を初乗り運賃とする対キロ区間制運賃となる。
- 2023年3月31日、利用者の減少やバリアフリー化、安全対策、電動バス導入でのコスト上昇などを理由に、同年9月1日を予定日として大阪・兵庫地区での運賃改定を国土交通省に申請したと発表した[注 24]。実施運賃（実際に徴収する運賃）は、大阪府・兵庫県内の市街地で適用される特殊区間制運賃が1区（初乗り）230円として1区あたり10円ずつ、山間部で適用する対キロ区間制運賃は初乗り160円から170円（基準賃率34円20銭）に引き上げた[15][注 25]。なお、運賃改定は消費税率引き上げによる改定を除き1997年1月9日以来26年ぶりとなる[15]。2024年10月1日からはさらに市街地の特殊区間制運賃が初乗りで大阪府250円、兵庫県240円に引き上げられ、山間部の対キロ区間制運賃も初乗り190円・基準賃率38円60銭に再改定している[12]。
- 身体障害者手帳・療育手帳保有者と介護人（第一種と第二種小学生未満）は運賃の5割引が適用される。

### 乗車券類
阪急バス独自で発行している乗車券には、主に以下のものが挙げられる。特記しない限り、ほとんどの一般路線で利用可能（定期券類はコミュニティバスや臨時バスで利用不可の路線もある）。
なお、2012年4月からは自社専用ICカードとして『hanica』を導入。従来の定期券や回数券の多くを置き換えた。hanica（定期・グランドパス・スクールバス含む）は阪神バスでも共通して利用可能である。
- 通勤定期券・通学定期券
hanicaで発売の場合は同じ運賃区間であればどの路線でも利用できる（阪神バスでも利用可能[注 26]）。また、通勤定期券は持参人式である。大阪市（2024年9月末で発行廃止）、神戸市、伊丹市、尼崎市、京都市の他社局バス等との運賃同調区間定期券、一部路線専用定期券等では紙または磁気券での発行となる[19][注 27][注 28]。
身体障害者手帳・療育手帳保有者と介護人は運賃の3割引が適用される。
- hanica阪急スクールパス[23]
通学定期券に相当するもので、2003年4月1日より発売されている（hanica導入後はhanicaでの発行となる）。券面に記載されている運賃以内の区間であれば、途中下車もできる（該当する路線以外でも乗車可能）。
利用可能な運賃額に合わせて「阪急スクールパス160・170・210・310・520・フリー（全線）」[24]の各種類がある。
学期ごとの発売のほか、学年（4月1日 - 翌年3月31日）の1年タイプがある。
- hanicaはんきゅうグランドパス65[25]
高齢者（65歳以上向け）のフリー定期券で、2001年9月15日から発売されている（hanica導入後はhanicaでの発行となる）。
1ヶ月（5,800円）、3ヶ月（11,600円）、6ヶ月（22,000円）、12ヶ月（41,900円）の4種類がある。
- 長岡京・淀線共通定期券（京阪バス共通）[26]
JR長岡京 - 阪急西山天王山 - 京阪淀駅間の長岡京・淀線で阪急バス・京阪バス共通して利用できる定期券。
- 鉄道連絡定期券[27]
神戸市営地下鉄との連絡定期券。鉄道駅で発売し、磁気券となっているほか乗車区間も指定されている（券面以外の区間では利用できない）。かつては阪急電鉄（2023年8月末廃止）[28]、北大阪急行電鉄、阪神電気鉄道との間でも連絡定期券を発行していた。
- 京都市域共通回数券
大原野線、長岡京・淀線、長岡京線の京都市内区間（乗車または下車が利用指定区間に含まれていることが条件）[29]と、京都市内の他社局[注 29]で利用可能。
- 大阪市同調区間回数券（廃止）
大阪市内区間で利用可能な回数券。昼間券に限り大阪シティバスと共通利用可能[30]。2021年5月31日をもって発売を終了した[31]。大阪シティバス発行の昼間回数券も阪急バスの大阪市内区間で利用可能であるが2022年5月31日をもって利用終了となった[31]。
- 一日乗車券[32]
千里ニュータウン線および豊中・池田・芦屋・西宮・宝塚の各市内線で、指定された路線で何度も乗下車ができる。料金は、大阪府内各市大人750円、兵庫県内各市720円。
かつて運行されていたあいバスでも、別料金で発売されていた。
- 宝塚市内線乗継乗車券
同線のターミナルである阪急逆瀬川駅を跨いで、東西方向に横断利用する際に使用するための乗継券。利用日に指定はなく、駅より東側・西側の区間を別の日に利用することも可能。料金は320円。
この他、一部のコミュニティバス路線などでも発売されている。
- 回数カード（廃止）
従来の『カルネカード』に代わり、2001年4月1日より発売されていた。
2,000円（2,200円相当）、3,000円（3,300円相当）、5,000円（5,600円相当）の3種類があり、小児および身体障害者向けの1,000円（1,100円相当）もあった。
2,000円と5,000円のカードは車内でも販売され、2,000円のものに限っては阪神バスでも利用できた。
2009年3月1日より、阪神バスとの回数カードの額面共通化が行われ、両社共通カードの発売が開始された[注 30]。
2012年4月より『hanica』を導入したため、それと引き換えに同年5月末、スルッとKANSAIの磁気カードと共に同年9月末で取り扱いを終了した[注 31]。
- 記念乗車券
宝塚市山手住宅地域（仁川・売布）バス運行開始記念乗車券（2002年、210円券×5枚）
阪急阪神ホールディングス誕生記念 バス共通全線一日乗車券（2006年、大人600円）
阪急バス80周年記念 バス全線一日乗車券（2007年、大人600円）

## 革新的な取り組みとシステムの導入
阪急バスは、バス業界でも先進的なシステムを数多く導入してきた。その一例は以下の通り。
- 日本初の深夜バスの導入
  - 1953年8月には、阪北線・京都急行線で日本初の深夜バスの運行を開始した。阪北線では22時台発 - 翌朝3時台まで、京都急行線では20時台発 - 翌朝5時台着までの便を『深夜バス』と称していた。なお、深夜割増料金を徴収する現在の深夜バスは1970年の神奈川中央交通が初となる。
- 高速道路経由のバス路線開業
  - 名神高速道路の部分開業により、1963年には京阪神圏ではじめて高速道路経由のバス路線（京都急行線・名神経由便）を開業した。なお、高速道路経由の定期バスは近江鉄道の京都 - 八日市が日本初である。
- 能勢デマンドバス、間谷ミディバス
  - 1972年、当時赤字に悩まされていた豊能郡能勢町の路線において、日本初のデマンドバスシステムを導入した『能勢デマンドバス』を運行していた。
  - また、新興住宅地の間谷住宅においても都市型デマンドバスと称した『間谷ミディバス』を導入。これらでは、当時は珍しかった「利用者負担制度」（通常の乗合バスに比べて運賃を高く設定）を実施した。
- 共同運行方式による夜行高速バスの導入
  - 大阪 - 福岡間に、ハイレベルな接客サービスや共通カラーの車体、両社同条件による共同運行方式を導入し、その後の高速バスのサービスや運営の手本となった『ムーンライト号』を、西日本鉄道（西鉄バス）と1983年から運行開始[33]（のち阪急観光バスに移管の上、2017年に運行終了）。
- ディベロッパー補償
  - 阪急バスの営業エリアの随所で大規模住宅開発が多くあったことから、開発者に対してバス運行に必要な諸費用および損失分の補償を求めるもので、これも阪急バスが本格的に開拓したものである[34]。ただしマイカーが普及している現在では、このような補償を求めるのは厳しい状況にある。
- 分かりやすい行先表示 イラスト入り方向幕の例（向日町競輪場線）

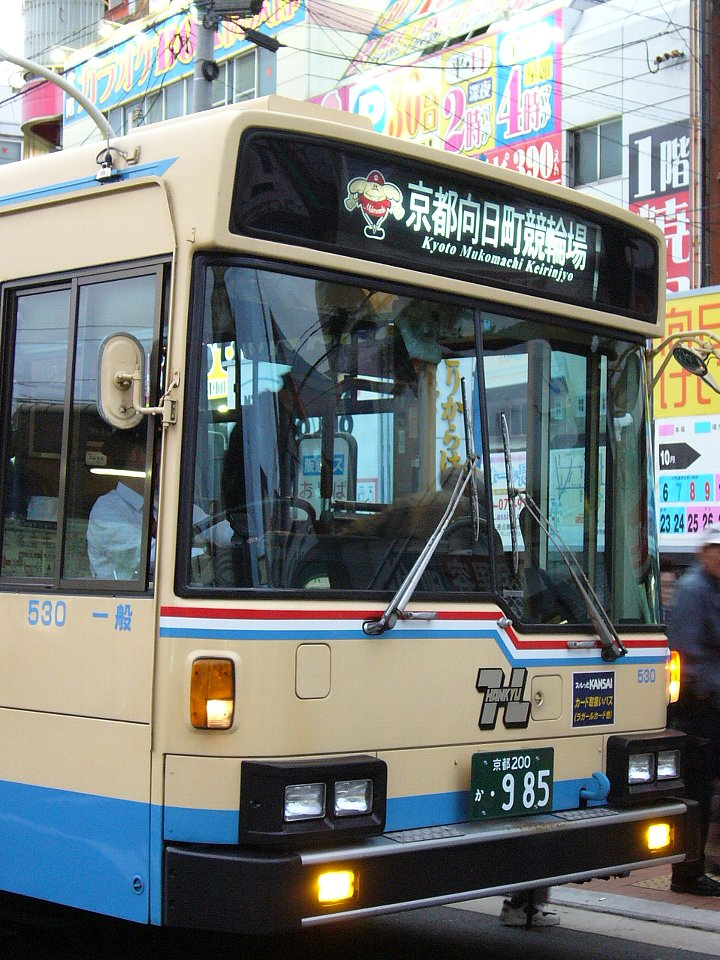
イラスト入り方向幕の例（向日町競輪場線）

  - 1990年代から2010年代中頃にかけてはイラストやカラーをふんだんに取り入れた、見やすいデザインの方向幕も特徴的であった（現在ではLED方式の行先表示の導入や交換が完了し消滅）。LED方式を導入している場合でも、「通過した停留所は行先表示から消す」という表示形式を採用している（この形式は南海バスでも行われている）。
  - 方向幕への英字採用は1993年9月1日の美穂ヶ丘線・空港線路線再編時から、現在のような系統別色分け表示が始まったのは1994年10月6日の猪名川パークタウン線路線改編時からである。
  - 方向幕はもともと白地黒字で始まっており、その後「出発地→経由地→終点地（→は△を90度右へ回転させたもので表されており、赤で塗られていた）」という表示となった後、黒地白字のものが一般的となった。その後、英字・色付きのものが採用されたものが現在の原型となり、その後フォントを変えたものが現在の方向幕となる。黒字白地の方向幕は豊中市内線で2008年12月改編以前のもので見られ、英字・色付きの初代の方向幕は山口営業所管内路線で見られる。イラストを使用した方向幕は、白地黒字又は黒地白地の方向幕から存在しており、例えば大阪国際空港の飛行機、妙見山上の山、エキスポランドの太陽の塔などが挙げられる。

- 扉が開いている際の乗降中表示
  - LED方式を導入している車両において、これまでは乗降中表示機を用いてきたが、後面の行先表示機で行先と「乗降中」を交互表示する方式に変更された[注 32]。
- IT分野
  - ITの導入を積極的に進めるべく、1986年に高速バス座席予約システムHARO、1998年には大阪⇔徳島線の共同運行会社とともにHAROシステムを進化させた「発車オ〜ライネット」を導入した。また、1994年にバスダイヤ編成業務支援システムを富士通FIPとともに開発・運用開始し、これが1995年の阪神淡路大震災時には大いに役立った。

### 環境問題
- 自然環境面
  - モントリオール議定書に基づくオゾン層破壊物質全廃に先がけて、車内エアコンの置換や排ガス対策を行ったが、本格的に環境問題に取り組むべく、1999年に「ひととまちに優しい阪急バス」という企業理念を制定。これは地元密着型企業を目指すことで自然への思いやりをこめた事業につながるとしたものである。また環境委員会を設立し、アイドリングストップ運動や低公害・DPF装置付バス運行などの「省エネ・省資源」、「バス利用促進」、「啓発・広報」の3つの分野で研究を進めている。
  - 2007年12月7日からの12月半ばまで、大阪府内の豊中・茨木・千里・吹田の各管内の路線バス96台にバイオディーゼル燃料(BDF)を利用し運行を行った。これは大阪府が農空間の有効利用を促すために菜の花を栽培してその菜種油をバスの燃料として使うものである。この菜種栽培には大阪府下の阪急バス運行エリアでは、豊能町・茨木市を除く山間農村地域が参加しており、実際にこの燃料が使用されるのは市街地地域の路線である[35]。また、2008年12月より、自社社員食堂や阪急阪神第一ホテルグループのレストランから排出される食用油廃油を処理したBDFを使用する試みが行われている[36]。
- その他の環境面
  - 阪急バスでは2000年11月に施行された交通バリアフリー法の趣旨にのっとり、バリアフリー車両を増やし、また「バリアフリー問題」を「すべての利用者を対象として、バス利用を阻害するファクターを排除すること」と位置づけ、5つのマネジメント分野（フロントサービス、運行、車両・施設、運賃、インフォメーション）について変革を続けている[要出典]。
    - 特に乗務員については一般乗客に対してモニターを募集し、接客態度などの改善を進めている。ただし、2003年には西宮営業所で車内事故を隠蔽するという事件も発生している。

  - 大阪府下で実施している制度「OSAKAロードウォッチャー制度」（路線バス等を道路を利用する機会の多い府民・団体から道路の情報提供を受ける）を、大阪府が阪急田園バス豊能支社と2003年7月から締結している。
  - 毎月22日に昼間ライト点灯運動を行っているが、これは1998年11月22日に鹿児島行き高速バスが中国道小月付近で乗用車と追突し乗客に死者を出した通称「小月事故」[37][38] が発端である[要出典]。

### 停留所設備
現在、阪急バスが自ら発注・設置している停留所標柱は全てアルナ工機→アルナ輸送機用品の製造である。現在一般的となっているアルミ製の標柱は、従来使用していた木製標柱の管理面などにおけるデメリットを克服すべく、1983年から5ヵ年計画で阪急バス路線全域に導入していき、このアルミ製標柱の導入により時刻表の張り替えなどの管理が容易になり、更に道路面に大きく停留所名や次の停留所名も表示することで、停留所を容易に見つけられるようになっている。また、現在ある標柱上部にある円板のデザインは2代目で、それまでは停留所名の記載は無かった。
また2000年頃以降は下記のような停留所設備の一新を行っている。
- コミュニティバス路線に小型標柱を、大規模な住宅輸送を行っている清和台・猪名川営業所管内や阪大病院などにバスロケーション表示や電照式標柱を設置。
- 2007年10月に阪神バスと共同で阪急夙川駅に広告付き上屋を設置。
- 2004年2月から、バス停留所を地域交流の場とする取り組みバス・スポット・パークを豊中ロマンチック街道沿いの停留所で実施。大阪府下では初[39]。

## 車両

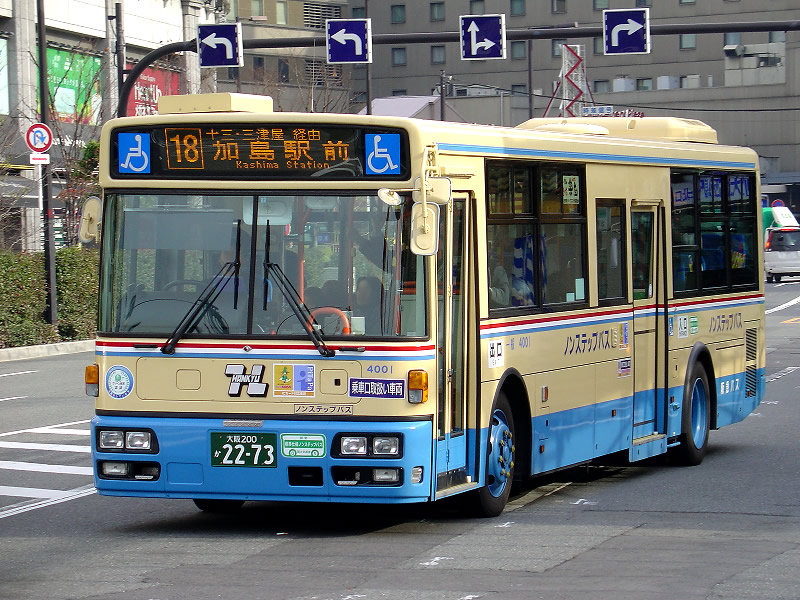
一般路線バス

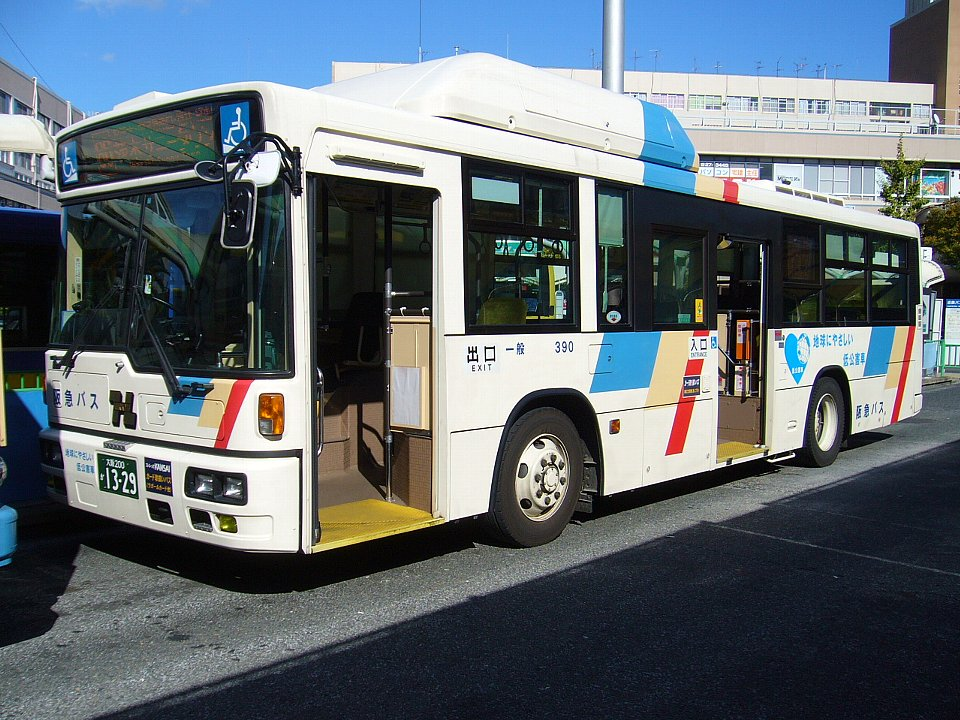
CNGノンステップバス

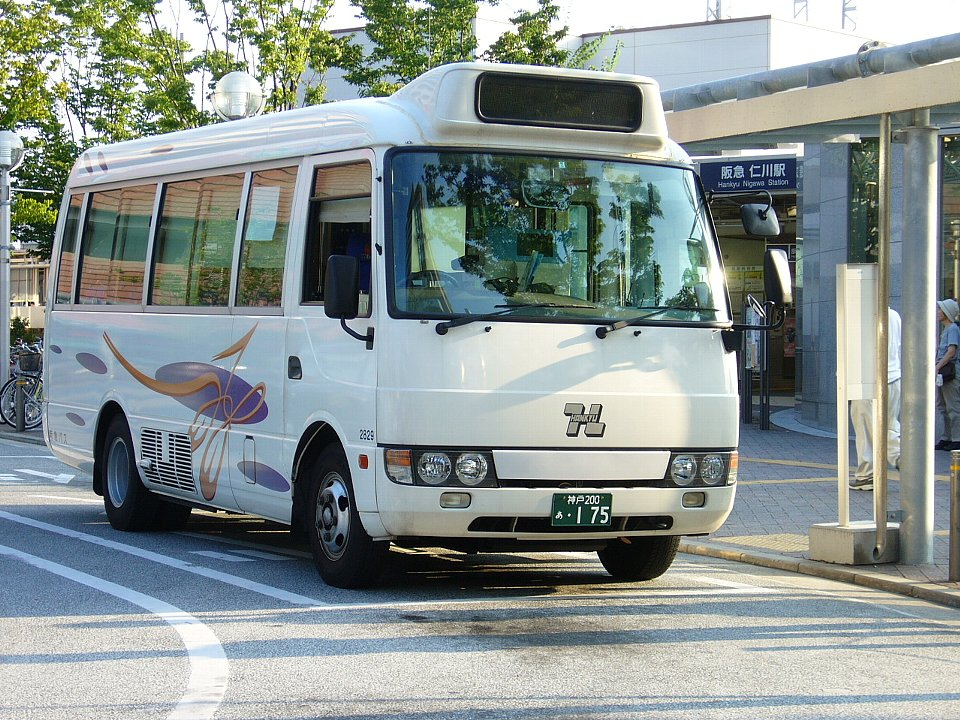
マイクロバスによる運行の例（仁川循環線）

### 車両全般
1960年代の中頃までは各メーカーの車両を購入していたが、それ以降は一部を除いて、三菱ふそう製のバスを購入する様になり、特に幹線系の路線には、車体長の長い大型車を購入していた。一方、いすゞ自動車製のバスについては、ツーマンカーが在籍していた頃には各所に配置されていたが、ワンマン化が進んでからは、吹田市や兵庫県の一部（芦屋浜）・京都府の大山崎・向日の各営業所に集中的に配置されていただけで少数派であり、1980年の時点では9割が三菱ふそう車であった。1980年代以降いすゞ車は急勾配を抱える路線を持つ芦屋浜・宝塚・山口などに高出力車が配属されるのが一般的（1970年代までは、三菱ふそう製の高出力車が多く使われた）だったが、排ガス規制と経年劣化により台数は減りつつある。この他、1993年に日野自動車製のハイブリッドバスが1台導入されたことはあったが、それでも近年まで導入車両の大半は西日本車体工業（西工）のボディを架装した三菱ふそう車であった。2020年現在は三菱ふそう・日野・いすゞの順に多くそれぞれ3 - 4割前後、残り1割弱がUD車となっている。2021年にはBYD製電動バスを千里営業所に配置、大阪大学の特定輸送にて運行開始。2022年4月からは一般路線での運行も開始した。

### 社番について
阪急バスにおける社番（車両番号）は、1977年から89-2198や93-2440や97-2653などといったように、ハイフンの前に年式表記を入れていたが、2003年に年式表記を削除し、以降の新車は最初から年式表記なしとなっている。なお、阪急田園バスの車両に関しては阪急バスとの合併まで年式表記が採用されていた。
ハイフン後の数字は、101〜299および1000番台が日野、301〜499および4000〜4022が日産ディーゼル（現・UDトラックス）、501〜799および7000番台がいすゞ、2000・3000番台は三菱ふそう車、0000番台はトヨタ車（例外的に三菱ふそうの小型車にも使用されている）で、それぞれ通し番号となっている。なお、電気バスの導入にあたり、BYD製電気バスは8000番台が、EVモーターズ・ジャパン製電気バスには9000番台が割り当てられている。
なお、5000番台は神鉄バス、神戸市バスまたは阪急田園バスからの移籍車で、下3桁は神鉄からの移籍車は神鉄時代の3桁車番の上にそのまま5をつけたもので、神戸市からの移籍車は下3桁は000番台から始まり、一部旧神鉄車とは重複していない車番である。また、阪急田園バス時代は000番台（3桁で100位が0になる）であった。
阪急観光バスは700 - 900番台（700以降：UD、750以降 ：いすゞ、800以降 ：三菱ふそう）を使用していたが、同社の車両については2003年に番号体系を変更しており、同時期から希望ナンバーを使用するようになった。
| 3    | 109      |
| ---- | -------- |
| 車種 | 固有番号 |

3109＝三菱ふそう・エアロクィーン QTG-MS96VP＜MFBM製 2016年式夜行用＞　豊中営業所所属　
| 7    | 31       |
| ---- | -------- |
| 車種 | 固有番号 |

731＝いすゞ・エルガ PJ-LV234N1＜西日本車体工業製 2007年式＞　吹田営業所所属

### 車体更新及び使用年数
車体更新のペースは新製配置から6〜7年（ただし近年は施工されない車両も多い）、廃車については2013年頃までは12〜13年で行われていた（以前は、更新車は15年間の使用後に廃車されていた）。ただしこの廃車のペースは茨木・千里等の比較的規模の大きい営業所での事で、一部の車両は車齢が12〜13年を迎えたところで、廃車にはならず猪名川や大山崎等の営業所へ転属していた。2012年頃までは大山崎等へは主に短尺車が転属することが多かった。これは路線環境の関係で標準尺車の運用が難しいからで、そのせいもあってこれらの営業所では未だに車齢が15年を越えた経年車がいたが、現在はこれらにも新車を導入することもあり、廃車については営業所に関係なく車齢が14～16年で行われている。

### 廃車車両の譲渡
阪急バスで役目を終えた車両は全国の地方事業者に譲渡されている。特に、2000年以降大阪府などを含めた関西地区が排出ガス規制強化地域に指定されたことなどから、近年は増加している。おもな譲渡先は、茨城交通・下北交通・庄内交通・平成エンタープライズ・諏訪バス・南越後観光バス・明光バス・備北バス・ネイチャーワールド自動車・伊予鉄バス・土佐電気鉄道・西肥自動車・鹿児島交通・那覇バス・やんばる急行バスなどである。
また、一部の車両はミャンマーなど海外にも輸出されている。
石橋営業所で運用し、2013年以降は猪名川営業所で運用していた2775車が日本テレビのダウンタウンのガキの使いやあらへんで!の名物企画笑ってはいけないシリーズの移動バスとして2017年より運用されている。
そのほかにも廃車車両を保育所に譲渡し、改造したケースがある。

## 関連会社
2022年8月現在
- 阪急観光バス- 阪急バスの高速バス・空港リムジンバス・貸切バスの各部門を担当する完全子会社。
- リッツ - 阪急観光バスの子会社で、空港リムジンバスの案内業務などを行う。
- 阪急阪神エムテック - 阪急バス・阪急タクシー等の車両整備・管理を行う。2010年4月1日に阪神バスなどの整備を行う阪神モーター・ドックを吸収合併し社名変更。
- オムテック - 阪急観光バスの子会社で、同社の空港リムジンバスや空港で使用する特殊車両整備を行う。
- 阪急コミューターバスマネジメント - 送迎バス・スクールバスや役員車などの運行管理受託を行う。
- スマイル - 介護サービス部門。
- 阪急タクシー
- 阪急ドライビングスクール服部緑地  - 阪急タクシー子会社。自動車教習所運営。
- 池田エルピーガス - 阪急タクシー子会社。プロパンガス販売。

### 過去の関連会社
- 阪急観光バス（旧法人）- 阪急バスの高速バス・貸切バスの各部門を担当する完全子会社。1987年設立、2022年大阪空港交通と合併し法人としては消滅。
- 阪急田園バス- 旧・西谷自動車（西谷バス）。2019年7月1日付けで阪急バスに吸収合併され、解散。
- ニッポンレンタカー阪急 - ニッポンレンタカーのフランチャイジー。2017年4月、「ニッポンレンタカー北大阪」に社名変更し、阪急バスグループより離脱。